# Eastcheap

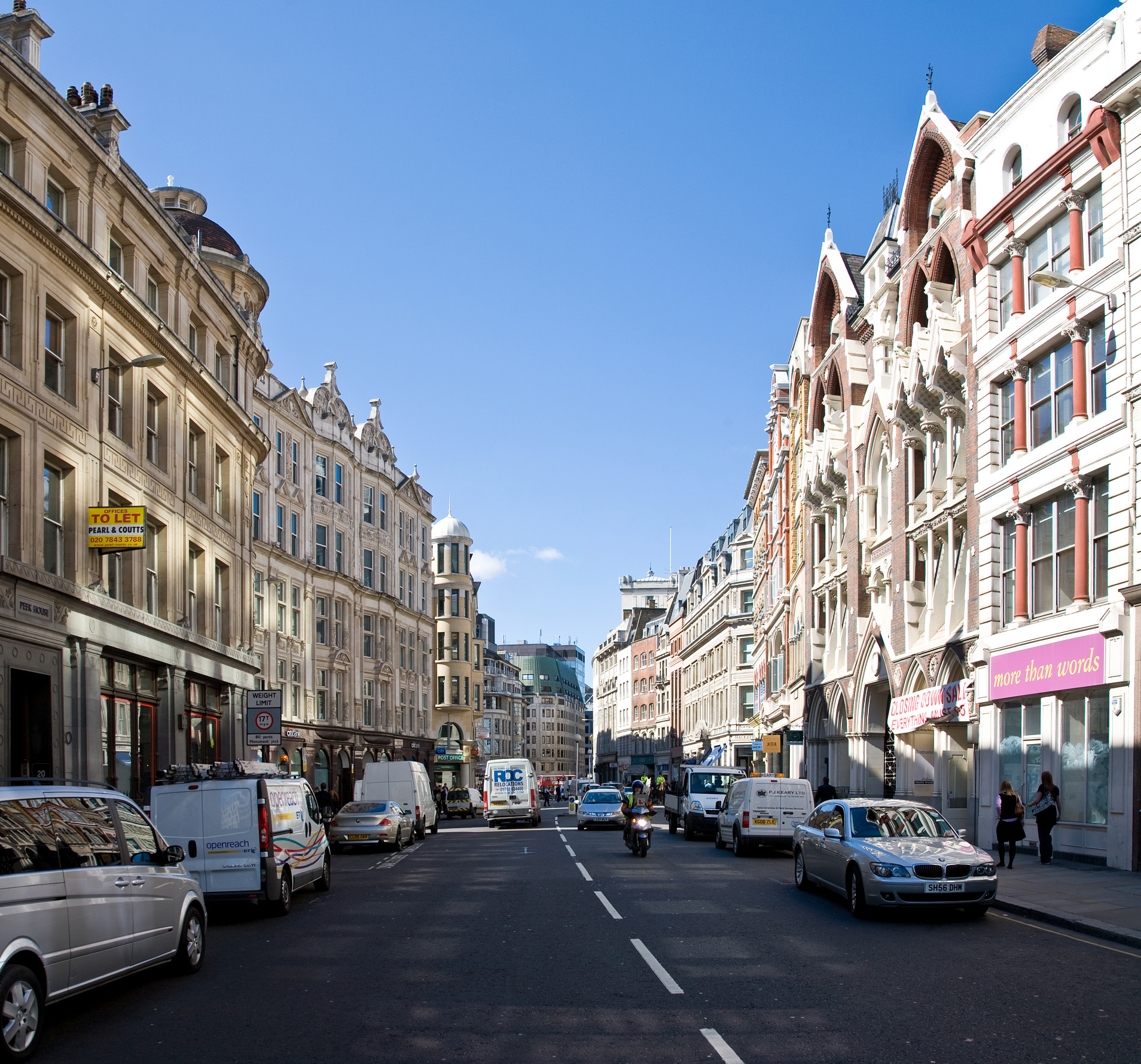
Eastcheap in 2007

Eastcheap is een straat in de City of London. De naam is afgeleid van cheap (goedkoop, markt), met het voorvoegsel "East" (Oost) ter onderscheiding van de vorige markt van de City of London: de markt van Westcheap (nu bekend als Cheapside). In de middeleeuwen was Eastcheap de belangrijkste vleesmarkt van de stad, met slagerskraampjes langs beide zijden van de straat. Het is ook de voormalige locatie van Falstaffs Boar's Head Inn, die voorkomt in in William Shakespeares Henry IV, part 1 en Henry IV, part 2.